# Sigrid de Thule
Sigrid de Thule és un personatge de ficció que trobem als còmics d'El Capitán Trueno com la intrèpida princesa vikinga que esdevindrà reina de Thule i l'enamorada del capità.

## El personatge
Apareix com a personatge del còmic a partir del número 3 de la sèrie original, quan es troba a bord del vaixell del seu pare, el pirata viking Ragnar Logbrodt, que s'enfronta amb l'heroi. A partir del número 7 les trobades amb Trueno començaran a ser més amistoses. Just abans de morir, Ragnar revela a la seva filla el nom del seu pare veritable, el rei Thorwarld de Thule, i l'insta a ocupar el tron que li correspon. Així, després de diverses aventures amb el capità i els seus companys, esdevindrà reina de Thule, una tasca a la qual es dedicarà amb atenció i que durà a terme amb encert i sense tutela masculina. Quan li és possible, acompanya en moltes aventures el Capità Trueno i els seus companys Crispín i Goliath, com una més, i més d'un cop els ha de salvar la vida.
El seu aspecte físic correspon al d'una vikinga: forta, amb ulls blaus i una cabellera rossa. Però alguns trets del personatge, d'acord amb els guions de Víctor Mora, l'allunyen dels perfils clàssics d'heroïnes submises i pacients. Així, Sigrid regna en un territori amb Parlament i no desatén les seves responsabilitats de bon govern, per la qual cosa no sempre pot acompanyar l'heroi, amb qui mai no s'arriba a casar.

## El nom
El nom de Sigrid és d'origen escandinau. Prové de Sigríðr, que en l'antiga llengua nòrdica significaria victòria, aquella que condueix a la victòria.
Tule no és tampoc gratuït. Els gots anomenaven Tiel o Tiule les terres remotes en general. L'origen d'aquest indret mític té les arrels en la descripció que l'explorador i geògraf grec Píteas (Πυθέας, 380 -310 aC) va fer d'una illa que va conèixer en un dels seus viatges per l'Atlàntic Nord. Ptolemeu la situa a les actuals illes Shetland, mentre que altres més aviat creuen que podria ser Islàndia o algun lloc de la costa noruega. Així, doncs, Tule és, en l'imaginari europeu, el territori mític i inabastable, lluny de tota terra coneguda, fred i inhòspit. 